# Terence Lyons
Pour les articles homonymes, voir Lyons.
Terence "Terry" John Lyons (né le 4 mai 1952) est un mathématicien britannique spécialisé en théorie des probabilités et mathématiques financières.

## Biographie
Terence Lyons a obtenu son baccalauréat au Trinity College de l'Université de Cambridge et son doctorat en 1981 à l'Université d'Oxford sous la direction de thèse	
Henry McKean et Richard Geoffrey Haydon avec une thèse intitulée Some problems in harmonic analysis and probabilistic potential theory. Il séjourne ensuite à l'Université de Californie à Los Angeles, à l'Imperial College London et à l'Université d'Édimbourg, puis devient en 2000 professeur Wallis de mathématiques à l'Université d'Oxford. Il y est également directeur de l'Oxford-Man Institute of Quantitative Finance de 2011 à 2015.

## Recherche
Terence Lyons travaille en analyse stochastique, en particulier dans le contrôle des systèmes non linéaires conduits par des chemins rugueux (le concept est le sien). Ses contributions mathématiques portent sur l'analyse harmonique, l'analyse numérique des équations différentielles stochastiques et la finance quantitative. Avec Patrick Kidger, il a prouvé un théorème d'approximation universel pour les réseaux neuronaux de profondeur arbitraire.

## Prix et distinctions
En 2000, il est lauréat du prix Pólya ;  en 1986 il reçoit le prix Whitehead et en 1985 le prix Rollo-Davidson.
Il est membre de la Royal Society of Edinburgh et de la Royal Society (2002), de l'Institute of Mathematical Statistics (2005) et de la Learned Society of Wales (2011). Il est président de la London Mathematical Society  de 2013 à 2015.
En 2007, il est fait docteur honoris causa  de l'Université de Toulouse et depuis 2010, il est membre honoraire de l'Université d'Aberystwyth.
En 2004, il est conférencier invité au Congrès européen de mathématiques à Stockholm (Systems controlled by rough paths). En 2014, il est conférencier invité au Congrès international des mathématiciens de Séoul (Rough paths, signatures and the modelling of functions on streams).

## Publications (sélection)
- Terry Lyons, « Differential equations driven by rough paths », Rev. Mat. Iberoamericana, vol. 14,‎ 1998, p. 215–310. — Introduction de la « Rough Path Analysis »

- Terry Lyons et Zhongmin Qian, System Control and Rough Paths, Oxford, Clarendon Press, coll. « Oxford Mathematical Monographs », 2002 (ISBN 9780198506485, DOI 10.1093/acprof:oso/9780198506485.001.0001, zbMATH 1029.93001)

- Terry Lyons, Michael Caruana et Thierry Levy, Differential equations driven by rough paths, Springer, coll. « Lecture Notes in » (no 1908 of Mathematics), 2007.

- Terry Lyons et Nicolas Victoir, « Cubature on Wiener Space », Proc. R. Soc. Lond., Ser. A, vol. 460, no 2041,‎ 2004, p. 169-198 (zbMATH 1055.60049).